# Веньер, Мара
Ма́ра Венье́р (итал. Mara Venier), настоящее имя ─ Ма́ра Поволе́ри (итал. Mara Povoleri; род. 20 октября 1950, Венеция) — итальянская телеведущая, актриса
, фотомодель.
После дебюта в качестве актрисы, она начала успешную карьеру телеведущей в конце восьмидесятых, добившись успеха в девяностых на канале Rai 1 в программе «Воскресенье в» (итал. Domenica in), которую она вела в течение тринадцати сезонов.
Она чередовала карьеру актрисы и телеведущей до 2015 года, а затем посвятила себя исключительно телевидению. Благодаря своему обаянию и откровенности Мара Веньер стала одной из наиболее популярных и любимых зрителями телеведущих итальянского телевидения, получив  прозвища «Синьора Воскресенья» и «Тётя Мара».

## Биография
Родилась 20 октября 1950 года в Венеции. В 1955 году вместе с семьёй переехала в Местре, в район Пьяве, где её отец нашёл работу железнодорожника. Училась в католической школе каносских монахинь в Местре.
В  17 лет забеременела своим первым ребёнком. В 1971 году вышла замуж за Франческо Ферраччини, начинающего актёра, и переехала вместе с ним в Рим.
В районе Кампо дей Фиори она открыла магазинчик одежды секонд-хенд, который пользовался популярностью.
Одной из её лучших подруг была актриса Джина Лоллобриджида.

## Творческий путь

### Работа в кино
Её актёрский дебют состоялся в 1973 году. Режиссёр Серджо Капонья пригласил её в свой фильм «Дневник итальянца». Тогда же он дал ей псевдоним ─ Мара Веньер.
В том же, 1973 году, она снялась в серии «Кукла» телесериала «Дверь в темноту» режиссёра Дарио Ардженто.
В 1980-е и 1990-е годы её карьера актрисы стремительно развивается, она снялась во многих кино- и телефильмах. Вплоть до 1998 года, когда она решила посвятить себя телевидению.
Мара продолжает сниматься в кино только в роли камео.

### Работа на телевидении
В 1993 году директор Rai 1 Карло Фусканьи пригласил её в качестве соведущей, в сезоне 1993—1994 года, в шоу программу «Воскресенье в». Достигнутый личный успех позволил ей в следующем сезоне стать единственной ведущей шоу. Программа имела высокие рейтинги и общественное одобрение в течение трёх сезонов подряд до 1997 года.
В 1997 году она покинула Rai, чтобы присоединиться к частной телекомпании Mediaset. Дебютировала с ежедневной трансляцией «Привет Мара» в полдень. Программе не повезло, вскоре она была закрыта из-за низких рейтингов.
В 1998 году на Mediaset она вела передачи «Капля в море» и «Папа давай» (вместе с Джерри Скотти).
В 1997 году она снялась в рекламе мобильной связи TIM Telecom Italia.
В 2000 году она вернулась на Rai ведущей программы Fantastica italiana с Массимо Лопесом.
Вместе с Карло Конти, Антонеллой Клеричи и Элой Вебер вела выпуски «Воскресенье в» в сезоне 2001—2002 года.
Благодаря большому персональному успеху, в сезоне 2002/03 года, она снова стала единственной ведущей программы «Воскресенье в», привлекая к участию в шоу актёрский состав, с которым она делила выпуски девяностых.
Также в телевизионном сезоне 2002/03 года она вела программу «Замок», викторину от Rai 1 в прайм-тайм, каждую неделю чередуясь с Пиппо Баудо и Карло Конти.
Возвращается снова в «Воскресенье в» в сезоне 2004/05 года, в сопровождении Паоло Лимити и Массимо Джилетти.
В 2005 году она вела выпуски по средам 48-го выпуска международного телевизионного конкурса-фестиваля детской песни Zecchino d’Oro.
В 2007, 2008, 2009 и 2010 годах была ведущей Рождественских концертов на Rai 2 .
В марте 2009 года она перешла на Canale 5 Mediaset в качестве специального корреспондента в Бразилии для четвёртого выпуска реалити-шоу «La Fattoria».
С сезона 2018/19 года возвращается на Rai, где снова вела программу «Воскресенье в».
В телевизионном сезоне 2019/20 года, помимо передачи «Воскресенье в», вела телешоу«Дверь в мечту» в прайм-тайм на Rai 1.
С 13 января по 7 февраля 2020 года вела радиопрограмму «Позвоните Маре 3131» которая транслировалась на Rai Radio 2.
В 2020 году вместе с Амадеусом вела финал фестиваля «Сан-Ремо 2020».

## Фильмография
| Год  | Русское название                  | Оригинальное название       | Режиссёр         | Роль                             |
| ---- | --------------------------------- | --------------------------- | ---------------- | -------------------------------- |
| 1973 | Дневник итальянца                 | Diario di un italiano       | Серджо Капонья   | Ванда                            |
| 1973 | Дверь в темноту (телесериал)      | La porta sul buio           | Марио Фольетти   | Даниэла Морески (эпизод «Кукла») |
| 1974 | Мы лучше всех                     | Abbasso tutti, viva noi     | Джино Манджини   | Элиза                            |
| 1974 | Настоятельница монастыря Кастро   | La badessa di Castro        | Армандо Криспино | любовница Джованни               |
| 1976 | Кто успокоил мою жену?            | Cattivi pensieri            | Уго Тоньяцци     | синьора Боккони                  |
| 1981 | Грубо и опасно (телесериал)       | Greggio e pericoloso        | Энцо Тарквини    |                                  |
| 1998 | Папарацци                         | Paparazzi                   | Нери Паренти     | камео                            |
| 2008 | Я вернулся жить в одиночку        | Torno a vivere da solo      | Джерри Кала́      | камео                            |
| 2011 | Рождественские каникулы в Кортине | Vacanze di Natale a Cortina | Нери Паренти     | камео                            |

## Награды и премии
- 2019 ─ Премия "Simpatia"[5]
- 2019 ─ Премия «Золотой лев» за заслуги в карьере, за большой вклад в развитие итальянского телевидения.

## Семья
- Её бабушка и дедушка по материнской линии были родом из Апулии, из Джоя-дель-Колле и Аквавива-делле-Фонти.
- Отец ─ Джованни Поволери.
- Мать ─ Эльза Маши[4].
- Сестра ─ Роберта.

Мужья и дети

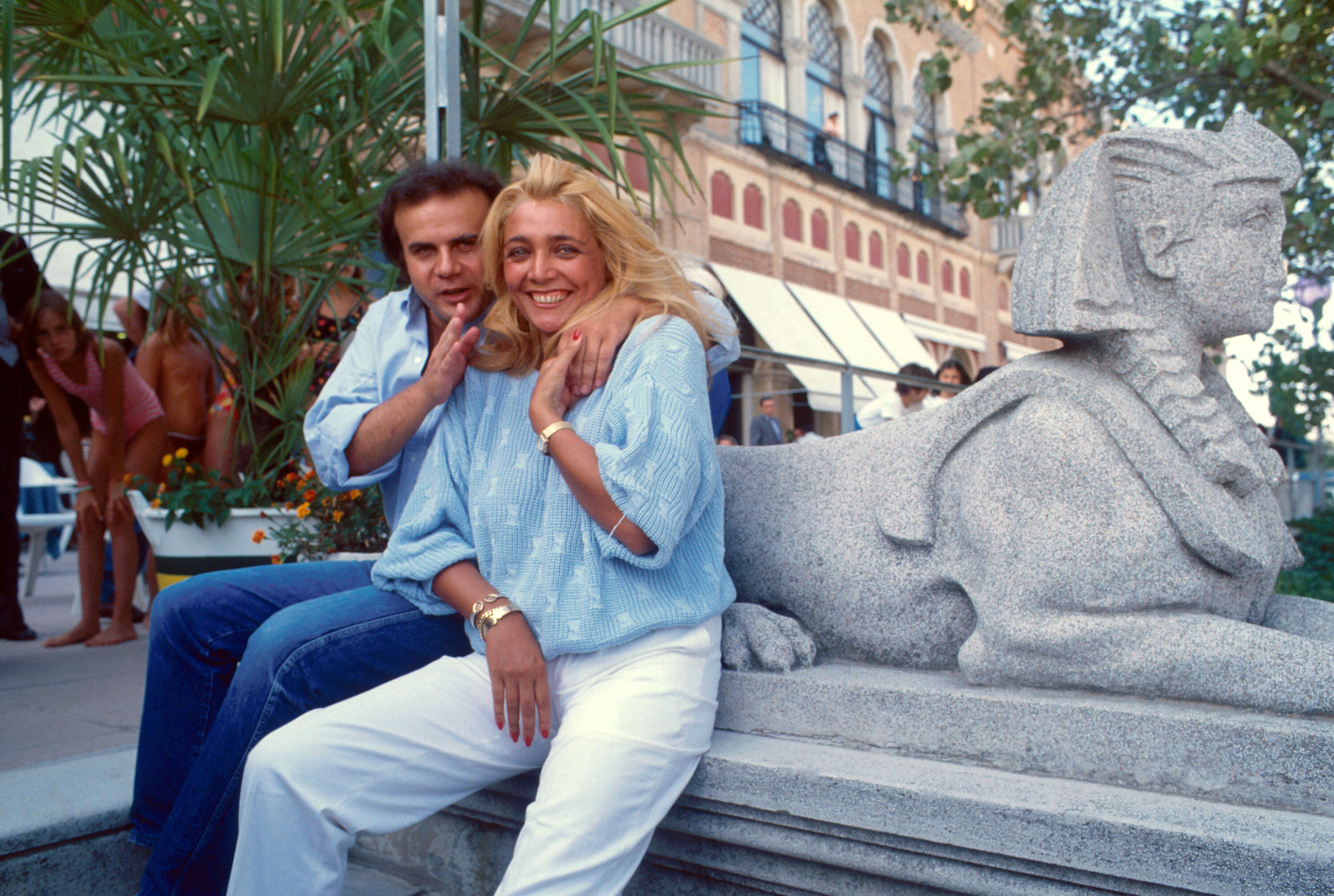
Джерри Кала́ и Мара Веньер

- Первый муж (1971) ─ Франческо Феррачини, итальянский актёр и модель[3].
  - Дочь ─ Элизабетта Феррачини (род. 1968)[3].
    - Внук ─ Джулио Лонгари (род. 2002)[3].
- Второй муж — Пьер Паоло Каппони (1938 ─ 2018), итальянский актёр[3].
  - Сын ─ Паоло Каппони (род. 1975)[3].
    - Внук ─ Клаудио (род. 2017)[3].
- Третий муж (1984 ─ 1987) — Джерри Кала́, итальянский актёр, режиссёр и сценарист[3].
- Состояла в отношениях с Ренцо Арборе, музыкантом и шоуменом ( до 1997)[3]
- Состояла в отношениях с Арманом Ассанте, американский актёр[3]
- Четвёртый муж (с 2006 года) — Никола Карраро, итальянский кинопродюсер и издатель[3].